# Szimiasz (filozófus)
Szimiasz (Kr. e. 3. század?) görög filozófus
Életéről az egyetlen forrást Diogenész Laertiosz nyújtja, eszerint szürakuszaiból származott és Sztilpón lányát vette feleségül.